# Ђани Версаче
Ђовани Марија „Ђани” Версаче (итал. Giovanni Maria "Gianni" Versace; Ређо Калабрија, 2. децембар 1946 — Мајами, 15. јул 1997) био је италијански дизајнер одеће и позоришних костима, оснивач модне куће Versace.  На његове креације су највише утицали Енди Ворхол и модерна апстрактна уметност.

## Биографија
Рођен је у Ређо Калабрији, једном од најсиромашнијих крајева Италије. Његов старији брат је играо бејзбол, али је мали Ђани више волео да борави у мајчином кројачком салону. Одмалена је помагао мајци да шије и још му није било ни 10 година када је дизајнирао прву одећу. Брзо је изучио кројачки занат и постао добар кројач, каквих је у Италији било на хиљаде. У 25. години преселио се у Милано где је почео да дизајнира одећу за веће фирме. Године 1976. је уз помоћ брата основао фирму са знаком медузе.
Од колега дизајнера га издваја много већа маштовитост и креативност. Његови модели су увек један корак испред других и увек у себи известан еротски набој. Версаче се отворено изјашњавао као хомосексуалац и претпоставља се да је то разлог што је био у стању да и у мушку одећу удахне нешто еротике. Ослањао се на властити укус и најбоље материјале за израду одеће. Дизајнирао је и израђивао је одећу за принцезу Дајану, певачицу Мадону и мноштво холивудских звезда, те за обичне муштерије које су желеле одећу са његовим знаком. Прелаз из 1980-их у 1990-е означио је кулминацију Версачеове креативности и продуктивности.
Имао је куће у Милану, Мајамији и Њујорку у којима је наизменично становао и уз руковођење фирмом бавио се и колекционарством дела класичне али и модерне уметности.
Године 1994. лекари су му дијагностиковали рак. Следили су тешки месеци хемотерапије и он се после велике паузе вратио своме послу и нико није знао да ли се излечио. Свестан да му није преостало много живота, приредио је модну ревију у којој су модели носили крстове, док је његов најомиљенији модел, Наоми Кембел испалила неколико ћорака из револвера.
Версаче је убијен 14. јула 1997. године испред своје куће у Мајамију. У тренутку смрти је имао 51 годину. За ово убиство окривљен је масовни убица Ендру Кунанан.